# NGC 1779
NGC 1779 is een Balkspiraalstelsel in het sterrenbeeld Eridanus. Het hemelobject werd op 30 januari 1786 ontdekt door de Duits-Britse astronoom William Herschel.

## Synoniemen
- PGC 16713
- MCG -2-13-41
- IRAS05029-0912